# Дикран гренландський
Дикран гренландський (Dicranum groenlandicum) — вид мохів порядку дикранальних (Dicranales).

## Поширення
Батьківщиною є Європа, Північна Америка, Азія.
Населяє арктичну чи альпійську тундру, ґрунт, гумус або скелі, іноді в болотах і болотистих місцевостях.

## Характеристика
Рослини в густих пучках, світло-зелені, блискучі. Стебла 4.5–10 см, запушені на всьому протязі коричневими чи червоними ризоїдами. Листки прямовисно-розлогі, в сухому стані прямовисно-притиснуті, гладенькі, (2.5)3–4(6.5) × 0.3–0.5 мм, від яйцювато-ланцетної основи до трубчастої субули, на верхівці вузькотупі, рідше загострені; поля цілі. Вид дводомний; чоловічі рослини такі ж великі, як жіночі. Коробочкові ніжки 1.5–2 см, поодинокі, від жовтого до червонувато-жовтого забарвлення. Коробочка 1.5–2 мм, від майже прямої до злегка дугастої, ± смугаста, коли суха, жовтувато-коричнева. Спори 14–19 мкм. Коробочки дозрівають влітку.